# Tiy-Merenese
|                         |    |   |   |         |    |        |
| \| \| \| \| \| \| \| \| |    |   |   |         |    |        |
|                         |    |   |   |         |    |        |
| ti                      | Z4 | i | i | N36 · n | Q1 | t · H8 |

| ti | Z4 | i | i | N36 · n | Q1 | t · H8 |

|                         |    |   |   |         |    |        |
| \| \| \| \| \| \| \| \| |    |   |   |         |    |        |
|                         |    |   |   |         |    |        |
| ti                      | Z4 | i | i | N36 · n | Q1 | t · H8 |

| ti | Z4 | i | i | N36 · n | Q1 | t · H8 |

|                         |    |   |   |         |    |        |
| \| \| \| \| \| \| \| \| |    |   |   |         |    |        |
|                         |    |   |   |         |    |        |
| ti                      | Z4 | i | i | N36 · n | Q1 | t · H8 |

| ti | Z4 | i | i | N36 · n | Q1 | t · H8 |

|                         |    |   |   |         |    |        |
| \| \| \| \| \| \| \| \| |    |   |   |         |    |        |
|                         |    |   |   |         |    |        |
| ti                      | Z4 | i | i | N36 · n | Q1 | t · H8 |

| ti | Z4 | i | i | N36 · n | Q1 | t · H8 |

Tiy-merenese, Teye-Merenaset, Tiye-Mereniset (Tiy, Amada de Isis) fue la Gran Esposa Real del faraón Sethnajt y madre de Ramsés III de la Dinastía XX de Egipto.
Es la única esposa conocida de Sethnajt. Fue representada junto a su marido en una  estela en Abidos. Un sacerdote llamado Meresyotef aparece adorando a Sethnajt y Tiy-Merenese y su hijo Ramsés III aparece haciendo ofrendas. Tiye-Merenese también aparece en bloques encontrados en Abydos que fueron reutilizados en otros edificios.